# Calycopis centoripa
Calycopis centoripa is een vlinder uit de familie van de Lycaenidae. De wetenschappelijke naam van de soort werd als Thecla centoripa in 1868 gepubliceerd door William Chapman Hewitson.

## Synoniemen
- Thecla hahneli Staudinger, 1888